# She’s Breathless
Sheʼs Breathless – promocyjna kompilacja teledysków Madonny, wydana na VHS w 1990 roku.
Wydawnictwo promowało trasę Blond Ambition i było dostępne tylko na terenie Wielkiej Brytanii.

## Lista teledysków
1. "Like a Virgin"
2. "Material Girl"
3. "Into the Groove"
4. "Angel"
5. "Dress You Up"
6. "Borderline"
7. "Live to Tell"
8. "Papa Don't Preach"
9. "True Blue"
10. "Open Your Heart"
11. "La Isla Bonita"
12. "Who's That Girl"
13. "Causing a Commotion"
14. "Like a Prayer"
15. "Express Yourself"
16. "Cherish"
17. "Dear Jessie"
18. "Vogue"